# SERVQUAL
SERVQUAL là một công cụ nghiên cứu đa chiều, được thiết kế để nắm bắt những mong đợi và nhận thức của người tiêu dùng về một dịch vụ theo năm chiều được tin rằng đại diện cho chất lượng dịch vụ. SERVQUAL được xây dựng dựa trên mô hình kỳ vọng-xác nhận, theo cách hiểu đơn giản, chất lượng dịch vụ được hiểu là mức độ sự mong đợi trước khi tiêu dùng của người tiêu dùng được xác nhận hoặc không được xác nhận bởi cảm nhận thực tế mà họ có được sau khi trải nghiệm dịch vụ. Khi bảng câu hỏi SERVQUAL được xuất bản lần đầu tiên vào năm 1988 bởi một nhóm các nhà nghiên cứu hàn lâm, bao gồm A. Parasuraman, Valarie Zeithaml và Leonard L. Berry để đo lường chất lượng trong lĩnh vực dịch vụ, nó đã tạo ra sự đột phá về phương pháp đo lường được sử dụng trong nghiên cứu chất lượng dịch vụ. Giá trị chẩn đoán của công cụ này được hỗ trợ bởi mô hình chất lượng dịch vụ, thứ đã tạo ra cơ sở khái niệm cho sự phát triển của thang đo (tức là công cụ hoặc bảng câu hỏi). SERVQUAL đã được ứng dụng rộng rãi tại các công ty trên thế giới, trong hàng loạt các bối cảnh cũng như văn hóa khác nhau và đều được nhận định là mang lại sự phù hợp. Nó đã dần trở thành thang đo lường chiếm chủ yếu trong lĩnh vực chất lượng dịch vụ. Mặc dù SERVQUAL và các công cụ tương tự dựa trên nó được ưa thích và sử dụng rộng rãi, chúng vẫn thu hút cả những chỉ trích đến từ một số nhà nghiên cứu.

## Thang đo SERVQUAL

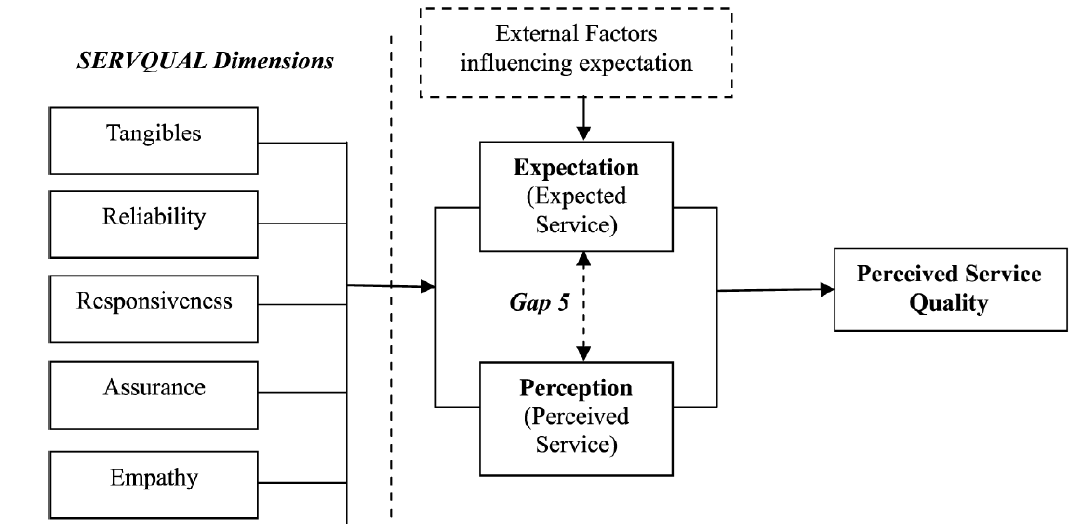
Năm chiều chất lượng dịch vụ)

SERVQUAL là một công cụ nghiên cứu đa chiều (ví dụ bao gồm bảng câu hỏi hoặc thang đo lường) được thiết kế để đo lường chất lượng dịch vụ bằng cách nắm bắt những mong đợi và nhận thức của người tiêu dùng dựa trên năm chiều chất lượng dịch vụ. Bảng câu hỏi SERVQUAL thông thường sẽ bao gồm các cặp mục phù hợp; trong đó là 22 mục kỳ vọng và 22 mục xác thực, được tổ chức thành năm chiều được cho là phù hợp với bản đồ tinh thần của người tiêu dùng về kích thước chất lượng dịch vụ. Các yếu tố kỳ vọng và xác thực trong bảng hỏi đều sẽ được chia ra thành 22 mục, bao gồm 4 mục thể hiện tính hữu hình, 5 mục thể hiện mức độ tin cậy, 4 mục thể hiện khả năng đáp ứng, 4 mục thể hiện sự bảo đảm và 5 mục thể hiện sự đồng cảm. Bảng câu hỏi được thiết kế nhằm mục đích giúp người thực hiện quản lý một cuộc phỏng vấn trực tiếp với người được hỏi và yêu cầu một mẫu kích thước đủ lớn để mang lại sự tin cậy trong thống kê. Trong thực tế, thông thường người ta sẽ thêm một số mục khác ví dụ như nhân khẩu học của người trả lời, trải nghiệm trước đó với thương hiệu/danh mục hàng hóa và ý định hành vi (ý định xem lại/mua lại, ý định trung thành và xu hướng giới thiệu truyền miệng tới những người khác). Do đó, bảng câu hỏi cuối cùng có thể có hơn 60 mục và thường mất ít nhất một giờ cho mỗi người trả lời. Độ dài của bảng câu hỏi cùng với yêu cầu kích thước mẫu sẽ tốn một khoản chi phí đáng kể trong việc quản trị và phân tích dữ liệu.
| Chiều                           | Số mục trong Bảng hỏi | Định nghĩa                                                                                                |
| ------------------------------- | --------------------- | --- |
| Sự tin cậy (Reliability)        | 5                     | Khả năng thực hiện những dịch vụ đã hứa một cách đáng tin cậy và chính xác                                |
| Sự đảm bảo (Assurance)          | 4                     | Kiến thức, mức độ lịch sự của các nhân viên và khả năng truyền tải sự tin tưởng cũng như sự tự tin của họ |
| Các yếu tố hữu hình (Tangibles) | 4                     | Vẻ bề ngoài của cơ sở vật chất, trang thiết bị, nhân sự và và các tài liệu truyền thông                   |
| Sự đồng cảm (Empathy)           | 5                     | Khả năng cung cấp sự quan tâm, chăm sóc cá nhân cho khách hàng                                            |
| Sự đáp ứng (Responsiveness)     | 4                     | Mức độ sẵn sàng giúp đỡ khách hàng và cung cấp dịch vụ một cách nhanh chóng                               |

SERVQUAL đã được phát triển trong suốt 5 năm, được thực hiện các quy trình thử nghiệm và tiền thử nghiệm, cuối cùng được tinh giản dưới dạng cuối cùng. Những người phát triển công cụ này, Parasuman, Ziethaml và Berry, đã tuyên bố rằng đây là công cụ mang lại kết quả đáng tin cậy và chính xác nhất. Rõ ràng, công cụ này đã được sử dụng rộng rãi và dần thích nghi với việc nghiên cứu chất lượng dịch vụ trong rất nhiều lĩnh vực cũng như nền văn hóa địa lý khác nhau. Trong thực tiễn, nhiều nhà nghiên cứu đã phải thực hiện những điều chỉnh nhỏ cần thiết để có thể áp dụng tốt nhất trong bối cảnh của họ. Một số khác đã từ SERVQUAL để tạo ra những công cụ của riêng mình và sử dụng những cái tên khác, ví dụ như EDUQUAL (sử dụng trong giáo dục), HEALTHQUAL (sử dụng trong y tế)  và ARTSQUAL (sử dụng trong bảo tàng nghệ thuật).
| Chiều                           | Mục kỳ vọng mẫu                                                                                                | Mục xác thực mẫu                                                           |
| ------------------------------- | --- | -------------------------------------------------------------------------- |
| Độ tin cậy (Reliability)        | Khi một công ty điện thoại xuất sắc hứa rằng sẽ làm gì vào đúng thời điểm nào đó, họ sẽ làm.                   | Công ty XYZ cung cấp dịch vụ vào đúng thời điểm đã hứa.                    |
| Sự đảm bảo (Assurance)          | Hành vi của nhân viên tại các ngân hàng xuất sắc sẽ mang lại sự tự tin cho khách hàng.                         | Hành vi của nhân viên tại ngân hàng XYZ mang lại sự tự tin cho bạn.        |
| Các yếu tố hữu hình (Tangibles) | Một công ty điện thoại xuất sắc sẽ có những trang thiết bị hiện đại.                                           | Công ty XYZ có trang thiết bị hiện đại.                                    |
| Sự đồng cảm (Empathy)           | Các ngân hàng xuất sắc sẽ hoạt động trong những khung giờ thuận tiện cho khách hàng.                           | Ngân hàng XYZ có khung giờ hoạt động rất thuận tiện.                       |
| Sự đáp ứng (Responsiveness)     | Nhân viên tại các công ty điện thoại xuất sắc sẽ không bao giờ quá bận rộn khi một khách hàng đề nghị giúp đỡ. | Nhân viên tại công ty XYZ không tỏ ra quá bận rộn và sẵn lòng giúp đỡ bạn. |